# Archipel de la Recherche
L'archipel de la Recherche (Recherche Archipelago en anglais) est un archipel australien situé au sud de l'Australie-Occidentale. Il est formé de 105 îles et de 1 500 récifs à proximité d'Esperance. Elles constituent la réserve naturelle de la Recherche (Recherche Archipelago Nature Reserve) qui va du parc national du cap Le Grand à son extrémité ouest au parc national du cap Arid à l'est. L'ensemble des îles a une superficie de 97 km2, une longueur de 230 km d'est en ouest et jusqu'à 50 km des côtes australiennes. La plus grande des îles est l'île du Milieu.

## Principales îles
- Ben Island un ancien centre de recherche[4]
- Middle Island (Île du Milieu)[5],[6]  est la plus grande île de l'archipel avec ses 10 km2[2] et a reçu son nom en 1802 de Matthew Flinders par traduction du nom français. Flinders grimpa sur l'actuel mont Flinders pour faire des relevés de la région. L'île contient un lac rose, le lac Hillier[7]. 34° 05′ 58,08″ S, 123° 11′ 23,86″ E
- Woody Island est la seule île ouverte au public.
- Anvil Island un point de repos  pour le lion de mer australien. 33° 44′ 07,49″ S, 124° 05′ 52,03″ E
- Barrier Island un autre point de repos  pour le lion de mer australien.33° 58′ 42,34″ S, 123° 08′ 21,95″ E
- Forrest Island[8] 33° 54′ 59″ S, 122° 42′ 38,59″ E
- Taylor Island un site de reproduction du lion de mer australien. 33° 55′ 15,49″ S, 122° 52′ 21,59″ E
- Cooper Island un autre site de reproduction du lion de mer australien et de l'otarie à fourrure de Nouvelle-Zélande[9] 34° 13′ 55,28″ S, 123° 36′ 22,21″ E
- Mondrain Island abrite une population de petrogales. Le point culminanr de l'île est le mont Baudin (222 m) 34° 08′ 07,1″ S, 122° 14′ 45,35″ E
- Observatory Island Les capitaines Bruni d’Entrecasteaux et Huon de Kermandec s'abritèrent près de cette île en 1792 lors d'une tempête et y instalèrent un observatoire pour cartographier la Baie d'Espérance. Le capitaine donna à la baie où ils s'abritaient le nom du premier des navires à y être entré: L’Espérance[10]. 33° 55′ 20,02″ S, 121° 47′ 37,03″ E
- Salisbury Island est un site de reproduction pour les otaries. L'île abrite des pétrogales[11]. 34° 21′ 32,49″ S, 123° 33′ 13,1″ E
- Westall Island abrite des petrogales. 34° 04′ 44,01″ S, 122° 58′ 03,18″ E
- Wilson Island abrite des petrogales d'Australie-Occidentale[12]. 34° 06′ 52,5″ S, 121° 59′ 49,63″ E

## Histoire

### Pré-européen
Des preuves d'occupation humaine il y a environ 13 000 ans se produisent sur les îles.
Les archéologues ont trouvé des objets anciens sur l'île de Salisbury, un reste de calcaire massif assis sur un dôme de granit à 60 km au large, qui comprenait des lames de pierre, des pièges à lézards, des têtes de hache, des meules et des trous d'arrosage en granit. On pense que les objets s'étendent jusqu'à 13 000 ans avant d'être présents, à partir d'une époque où le niveau de la mer était bas lorsque de nombreuses îles ont été reliées au continent,.

### Découverte européen et origine du nom

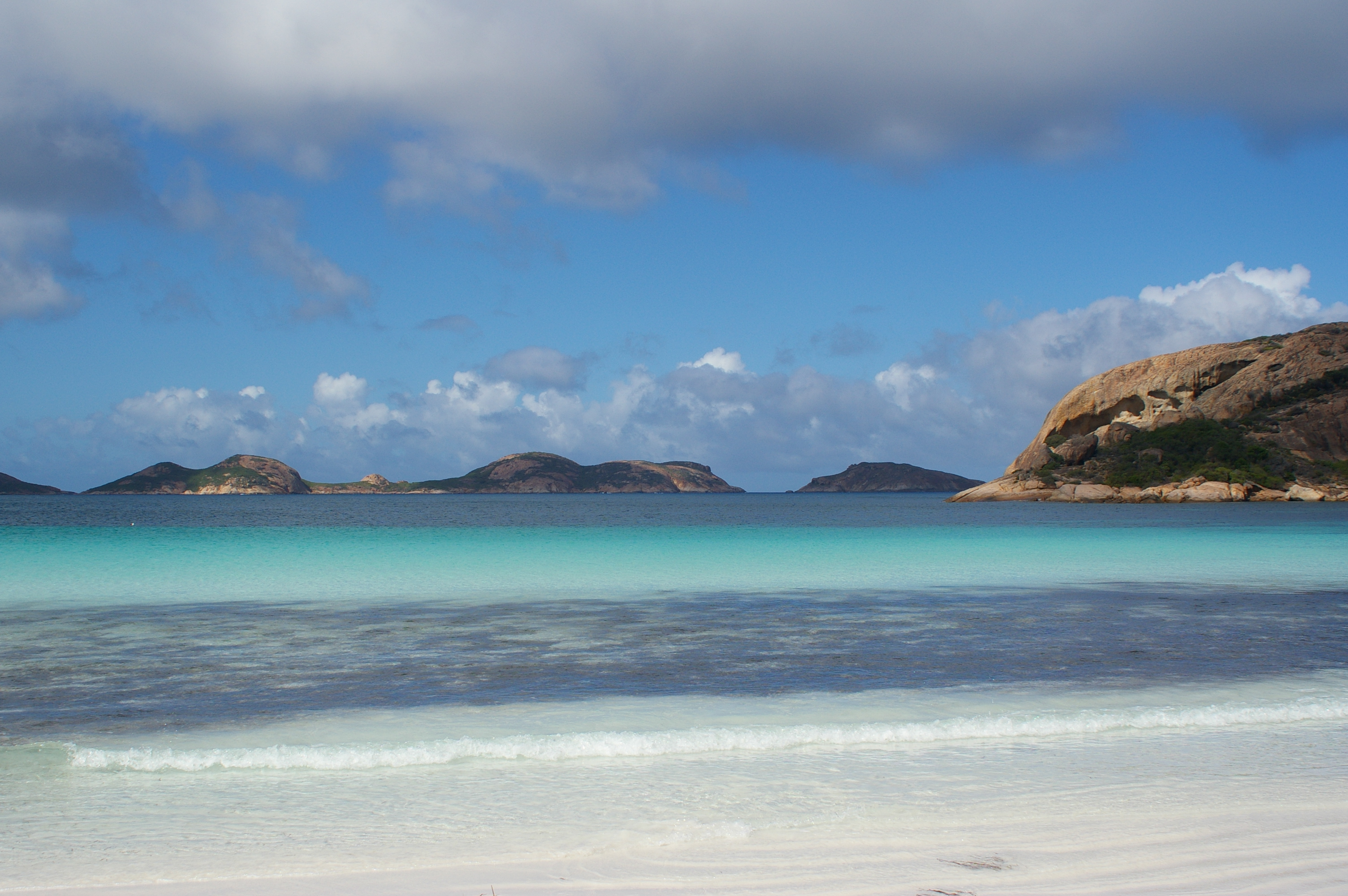
L'archipel de la Recherche vu depuis Lucky Bay dans le parc national du cap Le Grand.

Les îles ont été découvertes plus tard par le navigateur hollandais Pieter Nuyts qui est passé dans la région en 1627 avec l'expédition The Gulden Zeepard. George Vancouver a traversé aussi la région avec le HMS Discovery en 1791.
L'archipel a été baptisé par la suite par l'explorateur français Antoine Bruny d'Entrecasteaux en 1792 et a reçu les noms îles d'Entrecasteaux ou Archipel de la Recherche du nom d'un des bateaux de l'expédition.
Matthew Flinders fut le premier à explorer l'archipel et à tracer les cartes des îles de l'archipel en 1802 lors de son voyage avec l'Investigator.

## Sanko Harvest
Le  14 février 1991, le cargo Sanko Harvest, un bateau de 33 024 tonneaux a coulé dans l'archipel en faisant le deuxième plus gros navire au monde à avoir coulé,.